# Margaret Smith Court
Pour les articles homonymes, voir Smith et Court.
Ne pas confondre avec Anna Smith, Anne Smith et Paula Smith, également joueuses de tennis.
Margaret Smith, née le 16 juillet 1942 à Albury (Nouvelle-Galles du Sud), également connue sous son nom de femme mariée Margaret Court ou Margaret Smith Court, est une joueuse de tennis australienne, considérée comme l'une des plus grandes de l'histoire de ce sport. Sa carrière se déroule entre l'ère « amateur » et l'ère Open à partir de 1968. Elle détient un record tous sexes confondus de 24 victoires remportées en simple dans les tournois du Grand Chelem, bien que 13 d'entre eux aient été gagné en tant qu'amateur, avant l'ère Open et l'ouverture des Grands Chelems aux joueurs professionnels. Son record est finalement égalé par Novak Djokovic en 2023.

## Carrière
Entre 1959 et 1975, Margaret Smith Court a gagné 64 titres en Grand Chelem dont :
- 24 titres en simple[2] en seulement 47 participations, dont 11 durant l'ère Open. C'est le record absolu toutes époques confondues, devant Serena Williams (23 victoires) et Steffi Graf (22 victoires) ;
- 19 titres en double dames ;
- 21 titres en double mixte.

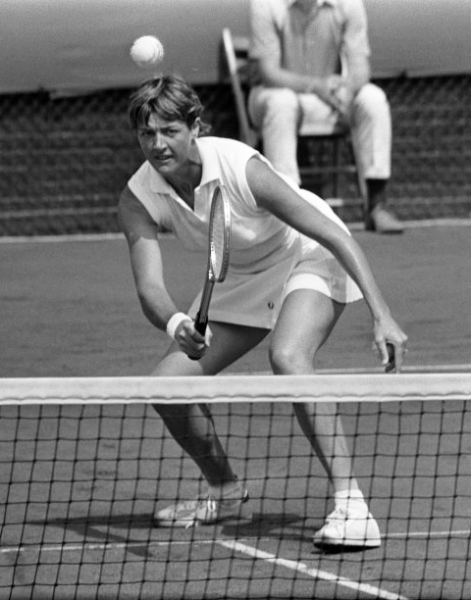
Margaret Smith Court au filet en 1970.

En 1970, elle réalise le Grand Chelem en simple, performance seulement égalée par Maureen Connolly (en 1953, avant l'ère Open) et Steffi Graf (en 1988). Elle compte aussi quatre petits Chelems, en 1962, 1965, 1969 et 1973. Elle réalise aussi le Grand Chelem en double mixte en 1963 (avec son compatriote Ken Fletcher), puis une seconde fois en 1965, associée à plusieurs partenaires différents, détenant ainsi le record absolu de trois Grands Chelems accomplis toutes catégories confondues.
Margaret Court est la seule joueuse à avoir remporté au moins deux fois les quatre tournois du Grand Chelem, en simple, double dames et double mixte — Doris Hart et Martina Navrátilová ayant remporté toutes ces épreuves au moins une fois[réf. nécessaire]. Entre 1959 et 1975, elle gagne 62 titres du Grand Chelem : 24 en simple en seulement 47 participations, soit le record absolu (devant Serena Williams et ses 23 victoires et Steffi Graf et ses 22 victoires), 19 titres en double dames et 19 titres en double mixte.
Elle est membre du International Tennis Hall of Fame depuis 1979. En 2005, les journalistes américains de Tennis Magazine l'ont élue au 6e rang des « quarante plus grands champions de tennis de ces quarante dernières années » (hommes et femmes confondus), derrière Björn Borg (5e) et devant Jimmy Connors (7e).
Le 13 mai 1973, Margaret Court, 30 ans, accepte de participer à la première Battle Of Sexes contre l'ancien numéro 1 mondial alors âgé de 55 ans Bobby Riggs. Elle s'incline en deux sets 6/2 6/1. Cette défaite qualifiée de désastreuse pour le tennis féminin a convaincu Billie Jean King, jusque-là réticente, d'affronter Bobby Riggs le 20 septembre de la même année. Billie Jean King remporta en 3 sets ce match mémorable pour le mouvement féministe.

## Vie privée
Convertie au pentecôtisme, elle est devenue ministre de ce culte. En 2017, elle est au centre d'une polémique après avoir tenu des propos jugés homophobes,.